# Brenne
El Brenne es un río francés que discurre por el distrito de Dijon, en el departamento de Côte-d'Or, en Borgoña. Es un afluente del río Armançon, que a su vez es afluente del río Yonne. Finalmente el río Yonne vierte sus aguas al Sena.

## Geografía
El río Brenne fluye a través del distrito de Dijon, Borgoña. Tiene su origen cerca de Sombernon, a unos treinta kilómetros al oeste de la ciudad de Dijon. Desemboca en el Armançon entre los municipios de Buffon y Montbard.
Se alimenta del embalse de Grosbois-en-Montagne, utilizado por una parte para alimentar al canal de Borgoña y por otra para suministro de agua potable a la región. Pasa muy cerca del lugar donde tuvo lugar la batalla de Alesia y de la abadía de Fontenay.

## Localidades que atraviesa
- Sombernon
- Aubigny-lès-Sombernon
- Grosbois-en-Montagne
- Vitteaux
- Pouillenay
- Venarey-les-Laumes
- Montbard
- Saint-Rémy

## Principales afluentes
EL río Brenne tiene dos afluentes notables:
- Río Oze
- Río Ozerain

## Hidrología
Los datos presentados a continuación han sido recabados durante un periodo de 20 años (1988-2008) en Montbard, cerca de la confluecia con el río Armançon.
El caudal medio interanual del Brenne en Montbard es de 7,87 m³/s por segundo para una cuenca de 732 kilómetros cuadrados. El río tiene importantes fluctuaciones estacionales de caudal, con aguas altas en invierno 12,6 a 15,6 m³ en promedio mensual, de diciembre a marzo inclusive (máximo en febrero); escaso caudal en verano, en julio-agosto-septiembre, con una caída en el flujo promedio mensual de hasta 1,69 m³ en agosto.
Promedio mensual de flujo de Brenne (m³/s) medidos en la estación hidrológica Montbard
Calculado durante más de 21 años
Por otra parte, durante el estío, el VCN3 púede llegar a ser inferior al 0,15 m³/s, en caso de periodos de cinco años de sequía.
Del mismo modo, las inundaciones pueden ser importantes, dado el tamaño del río ya elevado y su cuenca. Los factores QIX 2 de QIX 5 son, respectivamente, 83 y 110 m³/s. El QIX 10 es de 120 m³/s, el QIX 20 es 130 m³/s, mientras que el QIX 50 aún no ha sido calculado por falta de tiempo de observación suficiente.
El caudal máximo registrado en este período de 20 años, fue de 133 metros cúbicos por segundo 27 de abril de 1998, mientras que el valor máximo diario fue de 115 metros cúbicos por segundo al día siguiente 28 de abril. Comparando el primero de estos valores para diferentes factores QIX del río, parece que esta mayor inundación sufrida en veinte años no es algo excepcional.
El caudal que fluyó en la cuenca del Brenne es de 337 mm anuales, lo que está por encima del promedio de todas las de Francia, y es significativamente mayor que en el noroeste de la cuenca de París (129 mm para Loir, 206 para Thérain, 138 de Eure). La aprobación de la gestión específica (QSP) 10,6 litros por segundo por kilómetro cuadrado de cuenca kilómetro.